# Expédition Kaspersky du Commonwealth en Antarctique
L'Expédition Kaspersky du Commonwealth en Antarctique est une expédition en Antarctique organisée par le Commonwealth des Nations en 2009 pour célébrer le soixantenaire de sa fondation. Sept femmes venant de six pays membres du Commonwealth atteignirent le Pôle Sud en skis,. Elles avaient été sélectionnées parmi plus de 800 candidates.
L'expédition mit 38 jours à atteindre la station Amundsen-Scott, skiant six à dix heures par jour, couvrant en moyenne 24 km par jour. Elles parcoururent en tout 900 km, et atteignirent leur destination le 29 décembre,.
Les skieuses s'interrompirent pour célébrer Noël. La Britannique Felicity Ashton, à la tête de l'expédition, expliqua que plusieurs membres du groupe n'avaient pas coutume de fêter Noël, et que les autres leur avaient appris des chansons de Noël.
Plusieurs membres de l'expédition furent les premières femmes de leurs pays respectifs à atteindre le Pôle sud en skis : Era Al-Sufri pour le Brunei, Reena Kaushal Dharmshaktu pour l'Inde, Sophia Pang pour Singapour, Stephanie Solomonides pour Chypre et Kylie Wakelin pour la Nouvelle-Zélande,,,,,.

## Membres de l'expédition

### Arrivées au Pôle sud
- Royaume-Uni - Felicity Aston (à la tête de l'expédition)[1],[2]
- Brunei - Era Al-Sufri
- Inde - Reena Kaushal Dharmshaktu
- Singapour - Sophia Pang
- Chypre - Stephanie Solomonides
- Royaume-Uni - Helen Turton (a entraîné l'équipe, et remplacé Barbara Yanney)
- Nouvelle-Zélande - Kylie Wakelin

### Abandon
- Ghana - Barbara Yanney. Atteinte de malaria peu avant l'expédition. Guérie, elle ne put toutefois pas participer[2].
- Jamaïque - Kim-Marie Spence. Abandon au troisième jour, en raison de gelure aux doigts[2].